# Gertrude von Hanau

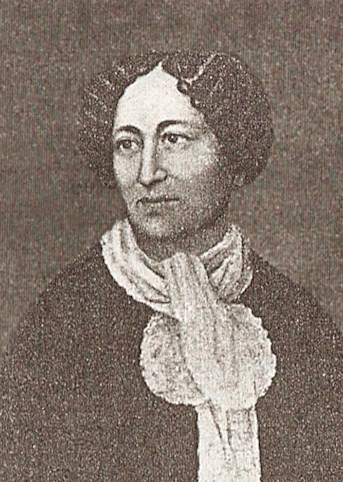
Gertrude, Fürstin von Hanau. Gräfin von Schaumburg

Gertrude Falkenstein, später Gräfin von Schaumburg, Fürstin von Hanau und zu Hořowitz (* 18. Mai 1803 in Bonn; † 9. Juli 1882 in Prag) war die morganatische Ehefrau von Friedrich Wilhelm I. von Hessen, dem letzten Kurfürsten von Hessen-Kassel.

## Leben

### Herkunft und erste Ehe
Gertrude war die Tochter der katholischen Eheleute Gottfried Falkenstein und Marie Magdalene Schulz in Bonn. Ihr Vater war Apotheker in Bonn und früh verstorben, worauf die Mutter ein zweites Mal heiratete, einen Herrn Frings in Buschdorf bei Bonn.
Gertrude heiratete am 29. Mai 1822 in erster Ehe den preußischen Leutnant Karl Michael Lehmann (* 16. Juni 1787 in Bischofswerder, Landkreis Rosenberg, Westpreußen; † 1882 in Wandsbek bei Hamburg). Aus dieser Ehe hatte sie zwei Söhne, die auch nach der Scheidung der Ehe Lehmann bei ihr blieben und zusammen mit ihren Kindern aus zweiter Ehe aufgezogen wurden. Friedrich Wilhelm I. gab beiden Stiefsöhnen 1835 den Namen von Hertingshausen, bereits 1837 aber den Namen von Scholley und erhob sie 1846 in den kurhessischen Freiherrenstand.
1. Otto (1823–1907), kaiserlich-königlich österreichischer Feldmarschallleutnant,
2. Eduard (1827–1896), königlich preußischer Rittmeister.

Friedrich Wilhelm I. lernte Gertrude während seines Studiums in Bonn kennen und überredete den Leutnant – eventuell floss auch Geld –, sich von Gertrude scheiden zu lassen. Lehmann musste daraufhin auch vom Militär den Abschied nehmen. Die Scheidung ihrer ersten Ehe erfolgte im Rahmen eines Versäumnisurteils durch ein preußisches Gericht in Marienwerder. Das Datum der Scheidung ist nicht bekannt. Karl Lehmann heiratete später noch drei Mal.

### Ehe mit dem Kurprinzen

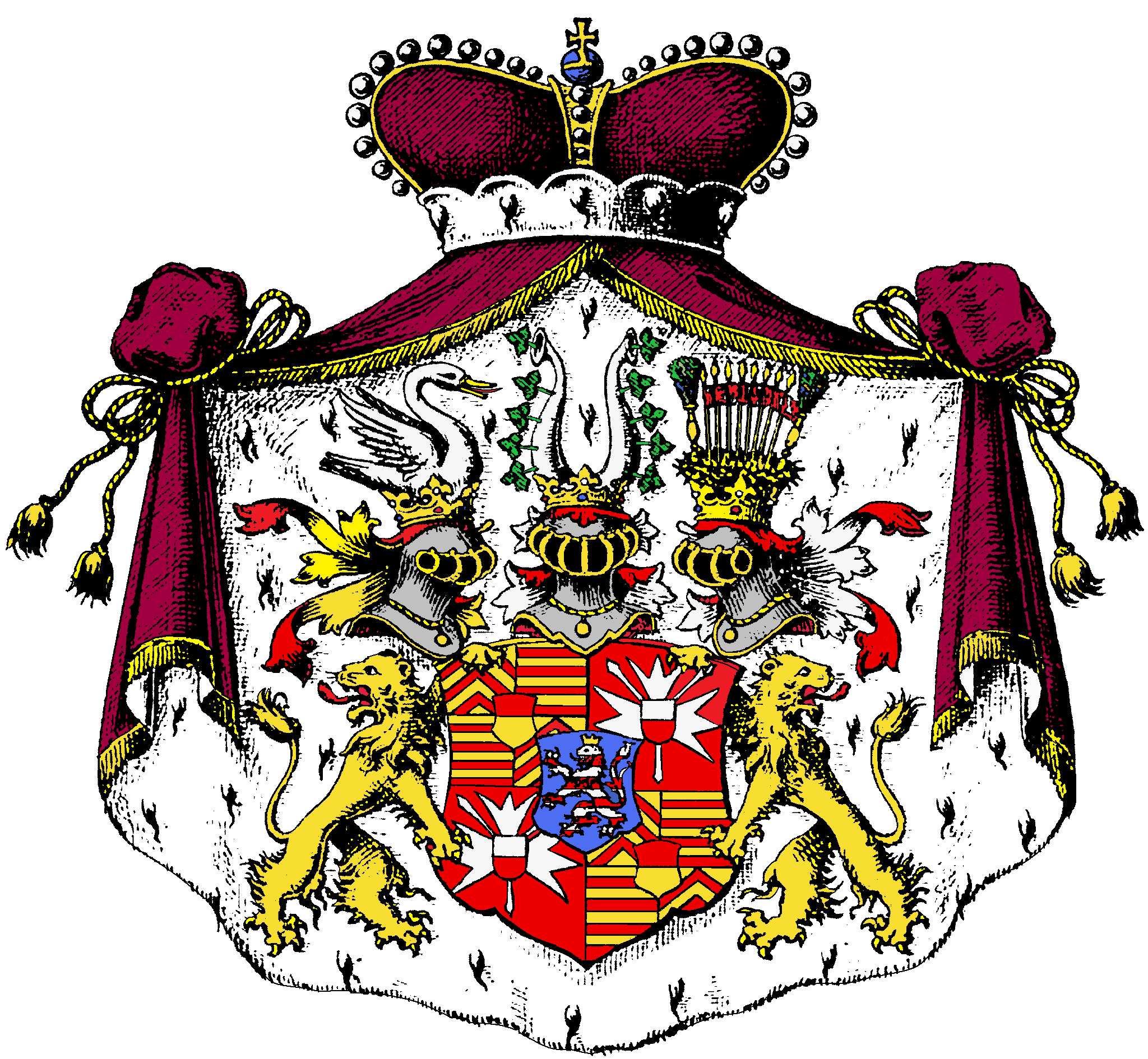
Das 1853 verliehene Wappen der Fürstin von Hanau, Gräfin von Schaumburg, wie auch ihrer Nachkommen mit dem Kurfürsten

Da Gertrude aber katholisch war, galt sie weiter – auch nach der Heirat mit dem Prinzen, die in der Grafschaft Ravensberg stattfand – als verheiratet. Damit lebten Friedrich Wilhelm I. und Gertrude zunächst in Bigamie. Erst nachdem Gertrude 1831 zum reformierten Glauben übergetreten war, konnte dieses Problem bereinigt werden, indem der Kurprinz sie am 26. Juni 1831 in Rellinghausen bei Essen erneut heiratete. Mindestens die beiden ersten Kinder waren damit außerehelich. Das Paar bewohnte in Kassel das Palais Reichenbach, ab 1843 „Kleines Palais“ oder auch „Palais Hanau“ genannt.
Der am 30. September 1831 zum Mitregenten ernannte Kurprinz Friedrich Wilhelm erhob am 10. Oktober 1831 mit Wappenbrief vom 1. Mai 1832 seine Ehefrau zur Gräfin von Schaumburg und verlieh ihr und allen Nachkommen am 2. Juni 1853 in Kassel den Titel Fürst/Fürstin bzw. Prinz/Prinzessin von Hanau. Die österreichische Anerkennung als Fürstin Hanau von und zu Hořowitz erfolgte am 6. März 1855. Die kurfürstlich hessische Bestätigung dieses Titels und Namens für die Kinder des Kurfürsten und die Nachkommen seiner Söhne aus standesgemäßer Ehe (mindestens gräfliche Abstammung) folgte schließlich am 10. Juni 1862 auf Schloss Wilhelmshöhe mit österreichischer Anerkennung am 20. Januar 1877 in Wien.
Gertrude ging mit ihrem Mann 1867 ins böhmisch-österreichische Exil, nachdem dieser durch Preußen nach dem Preußisch-Österreichischen Krieg entthront worden war. Sie lebten dort auf ihren Gütern, Schloss Hořowitz und einem Stadtpalais in Prag. Friedrich Wilhelm starb am 6. Januar 1875. Gertrude lebte seit dem Tod ihres Gemahls im Stadtpalais in Prag. Sie erbte mit ihren sechs Söhnen und drei Töchtern, die alle den Titel ihrer Mutter (Fürst/Fürstin von Hanau) führten, das beträchtliche Privatvermögen des letzten Kurfürsten. Die Fürstin wurde am 12. Juli 1882 auf dem Neuen Totenhof in Kassel beigesetzt.

### Nachkommen

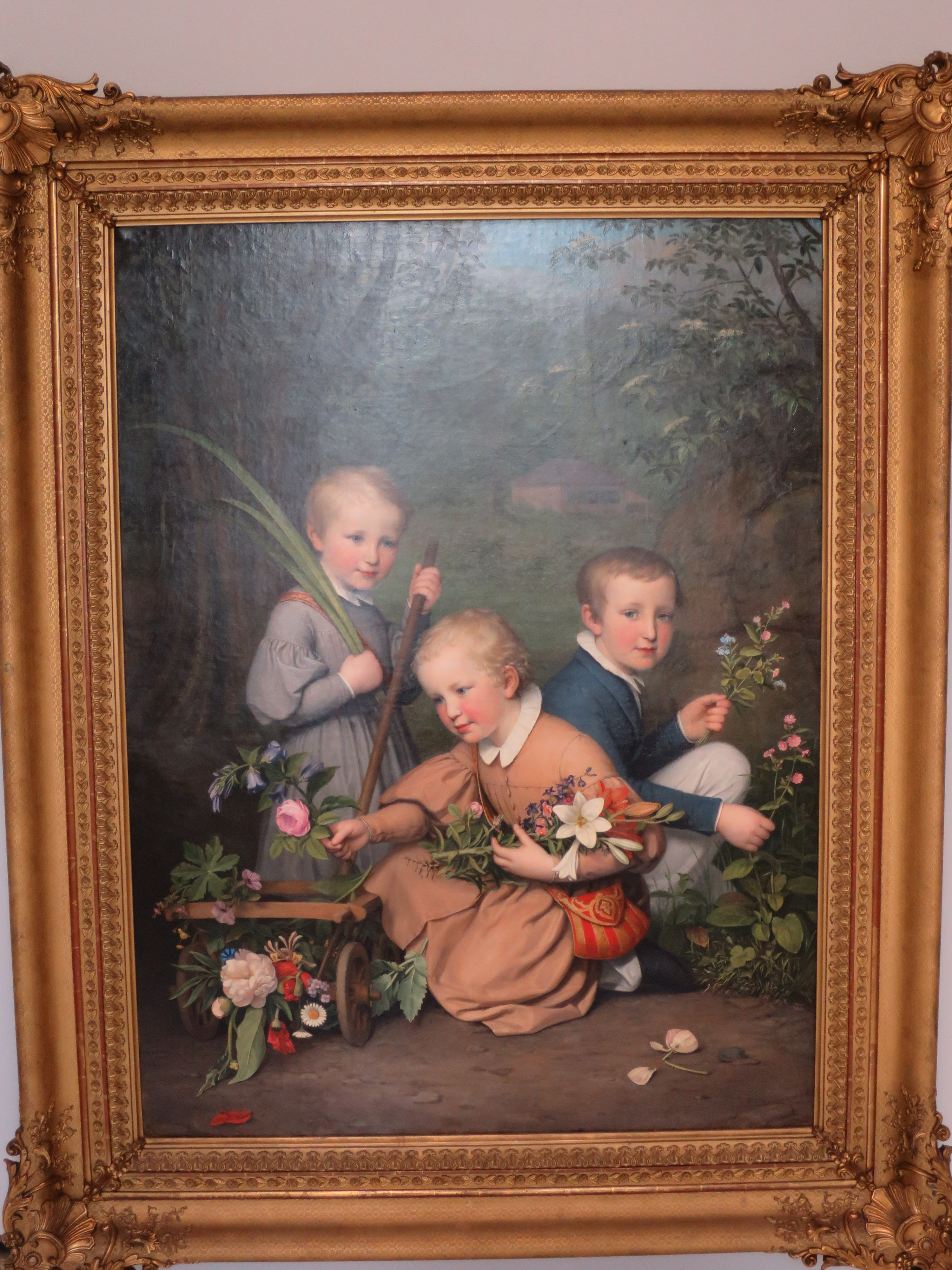
August Embde: Die drei Prinzen von Hanau – die ältesten Söhne von Gertrude und dem Kurfürsten: Wilhelm, Moritz und Friedrich Wilhelm (v.l.nr)

Aus der Ehe mit Kurfürst Friedrich Wilhelm gingen hervor:
1. Augusta (* 21. September 1829; † 18. September 1887), ⚭ Fürst Ferdinand Maximilian zu Ysenburg und Büdingen (* 24. Oktober 1824; † 5. Mai 1903)
2. Alexandrine (* 22. Dezember 1830; † 20. Dezember 1871), ⚭ Felix Eugen Wilhelm Ludwig Albrecht Karl zu Hohenlohe-Ingelfingen-Oehringen (* 1. März 1818; † 8. September 1900)
3. Friedrich Wilhelm (* 18. November 1832; † 14. Mai 1889), ⚭ (I) Augusta Birnbaum (* 9. Oktober 1837; † 29. Juni 1862); ⚭ (II) Ludovika Bertha Luise Gloede (* 6. Mai 1840; † 20. April 1912)
  1. Friedrich August, Prinz von Hanau, Graf von Schaumburg (* 14. April 1864; † 26. April 1940)
  2. Ludwig Cäcilius Felix, Prinz von Hanau, Graf von Schaumburg (* 19. Mai 1872; † 8. Januar 1940)
4. Moritz Philipp Heinrich, 1. Fürst von Hanau und zu Hořovice (* 4. Mai 1834; † 24. März 1889), ⚭ Anna von Lossberg (* 14. August 1829; † 27. Oktober 1876)
5. Wilhelm, 2. Fürst von Hanau und zu Hořovice (* 19. Februar 1836; † 3. Juni 1902), ⚭ (I) Elisabeth Wilhelmine Auguste Marie zu Schaumburg-Lippe (* 5. März 1841; † 30. November 1926); ⚭ (II) Elisabeth zur Lippe-Weissenfeld (* 1. Juli 1868; † 24. Oktober 1952)
6. Maria Auguste (* 22. August 1839; † 26. März 1917), erhielt später den Titel Prinzessin von Ardeck, ⚭ Wilhelm Friedrich Ernst von Hessen-Philippsthal-Barchfeld (* 3. Oktober 1831; † 17. Januar 1890)
7. Karl, 3. Fürst von Hanau und zu Hořovice (* 29. November 1840; † 27. Januar 1905), ⚭ Gräfin Hermine Grote (* 8. Oktober 1859; † 31. März 1939)
8. Heinrich Ludwig Hermann, 4. Fürst von Hanau und zu Hořovice (* 8. Dezember 1842; † 15. Juli 1917), ⚭ Martha Riegel (* 26. Oktober 1876; † 10. März 1943)
9. Philipp (* 29. Dezember 1844; † 28. August 1914), ⚭ Albertine Hubatschek-Stauber (* 8. Dezember 1845; † 11. April 1912)
  1. Philipp, Graf von Schaumburg (* 17. April 1868; † 19. September 1890)
  2. Friedrich, Graf von Schaumburg (* 18. Dezember 1875; † 26. Dezember 1898)
  3. Karl August Friedrich Felix, Graf von Schaumburg (* 10. August 1878; † 2. Dezember 1905)

## Standesproblem
Die Familienverhältnisse Friedrich Wilhelms I. wiesen nach den Maßstäben des 19. Jahrhunderts für einen Thronfolger gravierende Mängel auf: Gertrude war als Bürgerliche nicht standesgemäß und als Geschiedene eine gesellschaftliche „Unmöglichkeit“. So bestand keine Aussicht, die Ebenbürtigkeit von Gertrude und ihren neun gemeinsamen Kindern seitens anderer Höfe anerkannt zu erhalten. Ausländische Fürsten verweigerten – mit seltenen Ausnahmen – der Fürstin die entsprechenden protokollarischen Ehren. So schloss sich der Kurfürst gegen andere Höfe völlig ab, insbesondere auch gegen das preußische Königshaus, dem seine Mutter, Auguste von Preußen (1780–1841), entstammte. Insofern war die Ehe ein außenpolitisches Desaster. Auch der Adel des Landes entfremdete sich dem Hof, weil seine Töchter nicht Hofdamen bei der Fürstin werden sollten.
Gertrude war von ihrer Rolle als Gemahlin des Kurfürsten unter diesen massiv erschwerenden Umständen überfordert und versuchte, ihre Unsicherheit und die Verunsicherung, die sie durch andere erfuhr, durch Arroganz und besonders herrschaftliches Gehabe zu kompensieren, was auf ihr Bild in der höfischen Welt und der breiten Öffentlichkeit umso verheerender wirkte.
Die Ehe verlief dagegen wohl einigermaßen glücklich, auch wenn der Kurfürst aus politischen Gründen immer wieder eine Scheidung erwog, um doch noch standesgemäß heiraten und einen Thronfolger zeugen zu können. Die Kinder aus dieser Ehe waren nach dem hessischen Hausgesetz hinsichtlich des Fideikommissvermögens und der Thronfolge nicht erbberechtigt, hinsichtlich des Privatvermögens aber schon. Das Streben von Friedrich Wilhelm I. und seiner Frau richtete sich deshalb darauf, dieses Privatvermögen zu vermehren, auch auf Kosten öffentlicher Gelder oder der ihm obliegenden Aufgaben als Landesherr. Das brachte Gertrude und ihrem Mann bei den Untertanen einen üblen Ruf ein, der mit dazu beitrug, dass die Annexion des Kurfürstentums durch Preußen nach dem Preußisch-Österreichischen Krieg von der kurhessischen Bevölkerung allgemein begrüßt wurde.

## Literatur

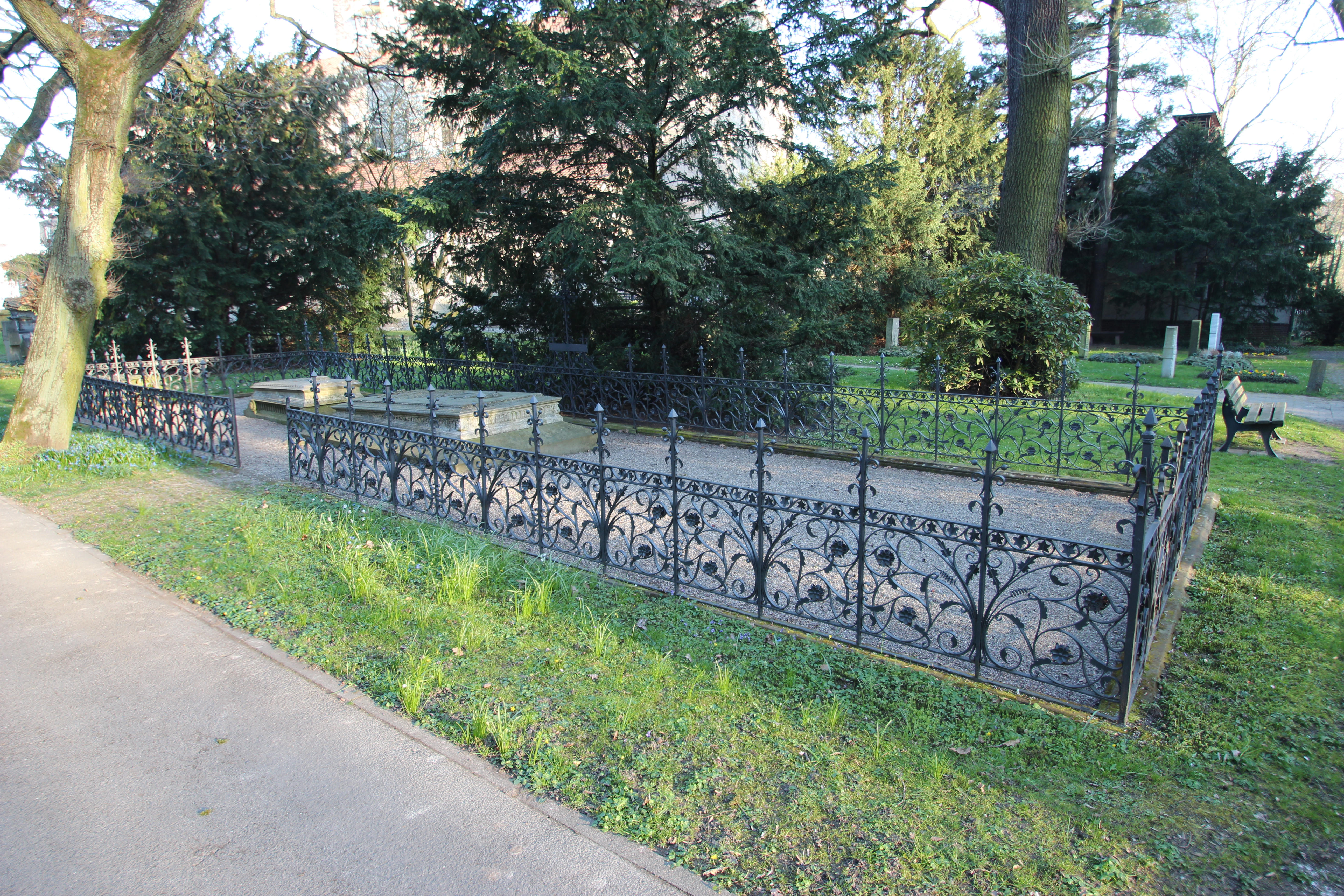
Grab von Gertrude von Hanau auf dem Kasseler Hauptfriedhof